# Мауфіт
Мауфіт — мінерал, водний силікат магнію, заліза, алюмінію і нікелю шаруватої будови.

## Загальний опис
Хімічна формула: (Mg, Fe, Ni)O•2Al2O3•3SiO2•4H2O.
Склад у % (з родовища Умвукве): MgO — 4,78; Fe2O3 — 0,79; FeO — 0,68; NiO — 4,28; Al2O3 — 36,81; SiO2 — 33,26; H2O — 19,38.
Форми виділення: волокнисті, снопоподібні агрегати.
Густина 2,27.
Твердість 3,5.
Колір смарагдово-зелений.
Утворює тонкі прожилки в серпентині родовища Умвукве (Півд. Родезія). За прізвищем родезійського геолога Г.Б.Мауффа (H.B.Mauff), F.E.Keep, 1930.